# Elementy najmniejszy i największy
Element x w częściowo uporządkowanym zbiorze (P, ≤) nazywamy najmniejszym, jeśli jest on mniejszy (lub równy) od każdego elementu zbioru:
{\displaystyle \forall y\in P:x\leqslant y}
Podobnie, element x w częściowo uporządkowanym zbiorze (P, ≤) nazywamy największym, jeśli jest on większy (lub równy) od każdego elementu zbioru:
{\displaystyle \forall y\in P:y\leqslant x}
Z definicji wynika, że zarówno element największy, jak i najmniejszy są porównywalne z każdym elementem zbioru P.

## Przykłady
Jednym z typowych przykładów częściowego porządku jest relacja zawierania się zbiorów w dowolnej przestrzeni topologicznej. W tym uporządkowaniu istnieje zarówno element najmniejszy, jak i największy. Elementem najmniejszym jest zbiór pusty, gdyż zbiór pusty zawiera się w każdym podzbiorze przestrzeni. Elementem największym jest cała przestrzeń, gdyż każdy podzbiór przestrzeni zawiera się w tej przestrzeni.

## Własności
Nie każdy zbiór częściowo uporządkowany ma element najmniejszy i największy. Np. zbiór liczb naturalnych (bez zera) częściowo uporządkowany relacją podzielności – każda liczba jest „większa” od swych dzielników, tzn. m jest „mniejsze” od n jeśli jest dzielnikiem liczby n: {\displaystyle m\preccurlyeq n\iff m|n} – ma element najmniejszy (jest nim liczba 1, która dzieli każdą liczbę naturalną), ale nie ma największego (nie istnieje liczba naturalna, która dzieliłaby się przez każdą inną).

Z drugiej strony zbiór liczb {\displaystyle G=\{2,3,4,6,24\}} uporządkowany według tej samej reguły nie ma elementu najmniejszego (brak w nim liczby, przez którą dzieliłaby się liczba 2 i liczba 3), za to ma element największy (jest nim liczba 24, która dzieli się przez każdą z pozostałych liczb zbioru G).
Nawet porządek liniowy nie gwarantuje istnienia elementów najmniejszego i największego, jeśli zbiór jest nieskończony:
- zbiór liczb {\displaystyle \{1,2,3\}} z naturalnym porządkiem {\displaystyle \leq } ma oba te elementy: najmniejszym jest 1, największym 3;
- zbiór liczb naturalnych {\displaystyle \mathbb {N} =\{1,2,3,\dots \}} ma element najmniejszy (jest nim 1), ale nie ma największego;
- zbiór liczb całkowitych {\displaystyle \mathbb {Z} =\{\dots ,-2,-1,0,1,2,\dots \}} nie ma ani elementu najmniejszego ani największego;

aczkolwiek nieskończona moc zbioru nie przesądza o braku elementu najmniejszego lub największego: zbiór
- {\displaystyle Q_{1}=\mathbb {Q} \cap [0,1]} liczb wymiernych w przedziale domkniętym {\displaystyle [0,1]}

ma element najmniejszy (zero) i największy (jedność), ale zbiory
- {\displaystyle Q_{2}=\mathbb {Q} \cap (0,1)} liczb wymiernych w przedziale otwartym o krańcach wymiernych {\displaystyle (0,1)} oraz
- {\displaystyle Q_{3}=\mathbb {Q} \cap \left[{\sqrt {2}},\pi \right]} w przedziale o krańcach niewymiernych

elementu najmniejszego ani największego nie mają.